# Hacıfakılı, Yunak
Hacıfakılı là một xã thuộc huyện Yunak, tỉnh Konya, Thổ Nhĩ Kỳ. Dân số thời điểm năm 2011 là 244 người.